# Fehérvári rondella
A Fehérvári rondella (Kászim pasa bástyája) Budapesten, a budai várban található. Kászim pasa építtette 1667-1668-ban a Fehérvári kapu fokozottabb védelmére, de az építését már korábban megkezdte Gürdzsi Kenán 1656–1658 között. 50 méteres átmérőjével és 4,5 méter vastag falaival a vár legnagyobb körbástyája volt, a belsejében kazamaták voltak. A tetejéről az északra húzódó Hosszú-falat is szemmel lehetett tartani. Az 1723-as budai tűzvész alatti nagy lőporrobbanásban erősen megsérült, de helyreállították. 1849. május 21-én itt törtek be a várba a magyar honvédek. 1867-ben lebontották, mert már nem tartották korszerűnek, de 1950–52 között újra felépítették.
A rondellán álló egyik szobor az Anjou-kori szobortorzók egyikének (Lovas és heroldja) másolata, amit 1983-ban Antal Károly készített. Az eredeti szobortorzót a királyi palota területén, 1974-ben találták meg.